# Bradley Kahlefeldt
Bradley Kahlefeldt (ur. 21 lipca 1979) – australijski triathlonista.
Złoty medalista Igrzysk Wspólnoty Narodów w triathlonie w 2006. Brązowy medalista Mistrzostw Świata ITU w latach 2005, 2007 i 2010.